# 井上正之
井上 正之（いのうえ まさゆき）は、常陸国笠間藩主。浜松藩井上家5代。

## 経歴
旗本・酒井重英（井上家3代・井上正任の五男）の長男として元禄9年（1696年）に生まれる。宝永元年（1704年）10月11日に、伯父である井上家4代・正岑の養子となる。享保7年（1722年）、正岑の死去により家督を継ぐ。
享保9年（1724年）2月18日に奏者番に任じられ、享保13年（1728年）7月6日に寺社奉行を兼任する形で任じられた。元文元年（1736年）6月7日、病気により奏者番・寺社奉行の辞任を求めたが許されず、元文2年（1737年）9月17日に死去するまで在任することとなった。享年42。
跡を長男の正経が継いだ。

## 系譜
父母
- 酒井重英（実父）
- 小出有重の娘（実母）
- 井上正岑（養父）

正室
- 本多忠次の娘

側室
- 稲葉氏

子女
- 井上正経（長男）生母は稲葉氏（側室）
- 森忠洪正室
- 娘